# Поцелуй (фильм, 1988)
«Поцелуй» (англ. The Kiss) — американо-канадский сверхъестественный фильм ужасов 1988 года, снятый режиссёром Пеном Деншэмом по сценарию Стивена Волка и Тома Ропелевски.

## Сюжет
В 1963 году в Бельгийском Конго сёстры Хилари и Фелиция Данбар были разлучены. Фелицию отправляют на поезде со своей тетёй, у которой есть проклятый талисман-тотем, напоминающий змею. По пути в Европу её тетя под воздействием талисмана нападает на Фелицию, яростно целуя её, когда кровь льется у неё изо рта. Проводник поезда находит изуродованный труп тёти, а Фелиция покидает поезд с талисманом.
Двадцать пять лет спустя в Олбани, Нью-Йорк, Хилари живёт со своим мужем-архитектором Джеком Холлораном и дочерью-подростком Эми. Их пригородная стабильность рушится, когда Хилари получает неожиданный телефонный звонок от своей бывшей сестры Фелиции, ныне путешествующей по всему миру модели. Они договариваются встретиться, однако вскоре Хилари погибает в ужасной жуткой автомобильной аварии.
Пять месяцев спустя Фелиция снова приезжает в Олбани, где она работает моделью в компании по производству витаминов в Южной Африке. Джек приглашает её остаться с ним и Эми. Соседка и подруга семьи, Бренда, медсестра, не принимает Фелицию и начинает страдать аллергией, подобной той, которую она испытывает при контакте с кошками. Однажды днём Эми и её подруга Хизер отправляются за покупками в местный торговый центр. На эскалаторе Хизер роняет губную помаду и опускается, чтобы поднять её, но её ожерелье зацепляется за решётку. Эми тщетно пытается освободить её, Хизер выживает, но получает серьёзные травмы.
В вещах Фелиции Эми обнаруживает талисман вместе с несколькими артефактами, в том числе окровавленными солнцезащитными очками Хизер. Эми относится к ней с подозрением, и между ними нарастает напряжение, особенно когда Фелиция начинает заигрывать с её отцом. Однажды ночью Джек спускается вниз, услышав шум, и на него нападает дикая кошка, которая убегает через кухонное окно. Когда Эми рассказывает своему парню Терри о таинственном поведении Фелиции, он идёт к ней в отель и натыкается на неё в разгар странного ритуала, после которого его сбивает автомобиль.
Эми идёт к местному священнику, чтобы поделиться своими переживаниями; священник говорит ей, что её мать рассказала ему о своих отношениях с Фелицией в детстве и что она считала Фелицию шизофреничкой. Фелиция прерывает встречу; священник убегает и пытается встретиться с Джеком в его офисе, но погибает от самовозгорания силами Фелиции. Джек уезжает в командировку, но перед посадкой в самолёт с ним связывается Бренда, которая говорит ему, что у неё есть образец крови Фелиции, проанализированный в лаборатории, и что её кровь похожа на кровь трупа.
Джек садится в самолёт и быстро возвращается домой. Наверху он находит Эми бледной и на грани смерти. Фелиция противостоит Джеку, объясняя, что Эми — её родословная, и что для того, чтобы выжить, она должна передать проклятие Эми и жить через её кровь. Фелиция соблазняет его, в то время как Эми сбегает из дома вместе с Брендой. При попытке сбежать с заднего двора на них нападает дикая кошка, которая, как выясняется, является териантропическим проявлением Фелиции. Бренда убивает кошку, а Фелиция нападает на Эми, пытаясь поцеловать её и передать паразита.
Джек нападает на Фелицию, и они вдвоём падают в бассейн. Эми пронзает её электрическими садовыми ножницами, и все трое борются в бассейне, когда тело Фелиции начинает увядать. Паразит, физическое проявление проклятия, плывет через бассейн к Эми, чтобы попытаться овладеть ею, но погибает в результате взрыва, вызванного баллоном с пропаном. Все трое обнимаются, когда тело Фелиции опускается на дно бассейна.

## В ролях
- Йоанна Пакула — Фелиция Данбар
- Мередит Сэленджер — Эми Холлоран
- Николас Килбертус — Джек Холлорана
- Мими Кузык — Бренда Карсон
- Ян Рубеш — Гордон Тобин
- Шон Леви — Терри О’Коннелл
- Сабрина Будо — Хизер
- Памела Коллиер — Хилари Данбар Холлоран
- Селин Ломес[англ.] — тётя Ирен
- Ричард Дюмон[англ.] — Эйб
- Дориан Джо Кларк — Ти Си
- Присцилла Музакиотис — юная Фелиция
- Таля Рубин — юная Хилари
- Тайрон Бенскин — доктор на вокзале

## Производство
Сценарий для фильма «Поцелуй» был написан Стивеном Волком, который ранее работал над фильмом «Готика» (1986). Хотя действие происходит в Олбани, Нью-Йорк, фильм был снят в Монреале, Квебек, Канада. Говоря о фильме, режиссёр Пен Деншэм описал его как «что-то между „Изгоняющим дьявола“ и „Полтергейстом“.» Фильм имел рабочее название «Хозяин».

## Отзывы критиков
Фильм получил смешанные отзывы критиков. Джанет Маслин из The New York Times назвала фильм «богатым на отвратительные спецэффекты и бедным в любой другой области», но отметила, игру актёров. В Time Out назвали фильм «тупым и вторичным», отметив только Мими Кузык, как единственную «заслуживающую доверия». В LA Weekly описали фильм как «отрыжку каши из различных жанров». В Variety раскритиковали фильм за отсутствие развития его сверхъестественной составляющей. Роджер Халберт из Sun-Sentinel отметил, что в «„Поцелуе“ есть несколько моментов, но слишком много разговоров и медленное, о-о-очень медленное повествование». Он также признал, что «режиссура в фильме выше среднего». Кевин Томас из Los Angeles Times также сравнил фильм с «Людьми-кошками», похвалив его как «умный, быстрый и дерзкий, настолько же забавный, насколько и страшный в своей потрясающей жестокости…». Майкл Прайс из Fort Worth Star-Telegram сочёл фильм «жутким, часто глупым и странным».